# Empidideicus asiaticus
Empidideicus asiaticus is een vliegensoort uit de familie van de Mythicomyiidae. De wetenschappelijke naam van de soort is voor het eerst geldig gepubliceerd in 1971 door Zaitzev.